# Klein Rönnau
Klein Rönnau – miejscowość i gmina w Niemczech w kraju związkowym Szlezwik-Holsztyn, w powiecie Segeberg, wchodzi w skład urzędu Trave-Land. Gmina zajmuje powierzchnię 4,53 km². Według danych z 31 grudnia 2008 r. gminę zamieszkiwały 1 444 osoby.

## Współpraca międzynarodowa
- Pszczyna, Polska
- Saint-Georges-d’Oléron, Francja
- Tököl, Węgry